# Палочки ламинарии
Палочки ламинарии (лат.  Laminaria digita, Laminaria japonica — морская водоросль) — это изделия, изготовленные из стебля ламинарии, которые представляют собой натуральные расширители в виде плотных негнущихся палочек длиной 5-6 см, толщиной от 2 до 10 мм, которые увеличиваются в поперечном объёме в 3-4 раза, за счёт впитываемой жидкости.
Палочки ламинарии применяются в гинекологии и предназначены для расширения цервикального канала шейки матки перед родами, абортом, гистероскопией.

## Показания для применению палочек ламинарий
1. Подготовка шейки матки к родам, особенно у женщин, нуждающихся в досрочном прерывании беременности при ригидной шейке матки.
2. Для подготовки к родовозбуждению у женщин с осложненным течением беременности (гестоз, гипотрофия плода, антенатальная гибель плода, Rh-конфликт).
3. Расширение шейки матки перед внутриматочными вмешательствами (медицинским абортом, гистероскопией).
4. Подготовка шейки матки к прерыванию беременности в поздних сроках.

## Противопоказания
Абсолютно противопоказано применение ламинарий при явлениях кольпита и цервицита. В этих случаях необходима предварительная санация.

## Механизм действия
Расширение цервикального канала палочкой ламинарии происходит вследствие её разбухания в канале и воздействия на стенки канала при увеличении поперечных размеров палочки. Механизм действия палочки ламинарии обусловлен не только её механическими свойствами, связанными с высокой гигроскопичностью, но и стимуляцией локального выделения эндогенных простагландинов. Постепенное механическое и биохимическое воздействие палочки ламинарии приводит к быстрому бережному «созреванию» шейки матки. Процесс расширения цервикального канала полностью контролируем и управляем.